# Paretroplus kieneri
Kotsovato (Paretroplus kieneri) là một loài cá thuộc họ Cichlidae. Nó là loài đặc hữu của Madagascar. Các môi trường sống tự nhiên của chúng là sông và hồ nước ngọt. Nó bị đe dọa do mất môi trường sống, đánh bắt, và trạng tranh với các loài du nhập.